# 植村恒朝
植村 恒朝（うえむら つねとも）は、上総勝浦藩の第3代藩主。忠朝系植村家3代。

## 生涯
元禄14年（1701年）、第2代藩主植村正朝の次男として生まれる。長兄が早世したために世子となり、享保13年（1728年）12月に従五位下、長門守に叙任する。享保14年（1729年）の父の死去により家督を継ぎ、土佐守に転任する。
寛保2年（1742年）2月から延享4年（1747年）4月まで大坂定番を務めた。しかし寛延4年（1751年）8月24日、分家の植村千吉（恒朝の叔父・植村忠元の孫）が義弟の朝比奈義豊（万之助）に殺害され、殺害後義豊も自害するという事件が起こった。この事件を恒朝は家老の意見を容れ、幕府には病死と偽って報告したが、10月になって朝比奈家より出された届けと異なったために虚偽が発覚、本来なら死刑か流罪にされるところを、大御所徳川吉宗の死去にともなう恩赦により、10月12日に改易のうえで本家の大和高取藩主植村家道預かりの身となった。宝暦3年（1753年）8月、恩赦により罪を許された。
宝暦5年（1755年）7月22日に死去、享年55。
改易の際、養子の寿朝も連座して処罰されたが、やがて許され、新規に2000俵取りの小普請として家名は存続した（植村五郎八家）。